# Universiteit van Illinois te Urbana-Champaign

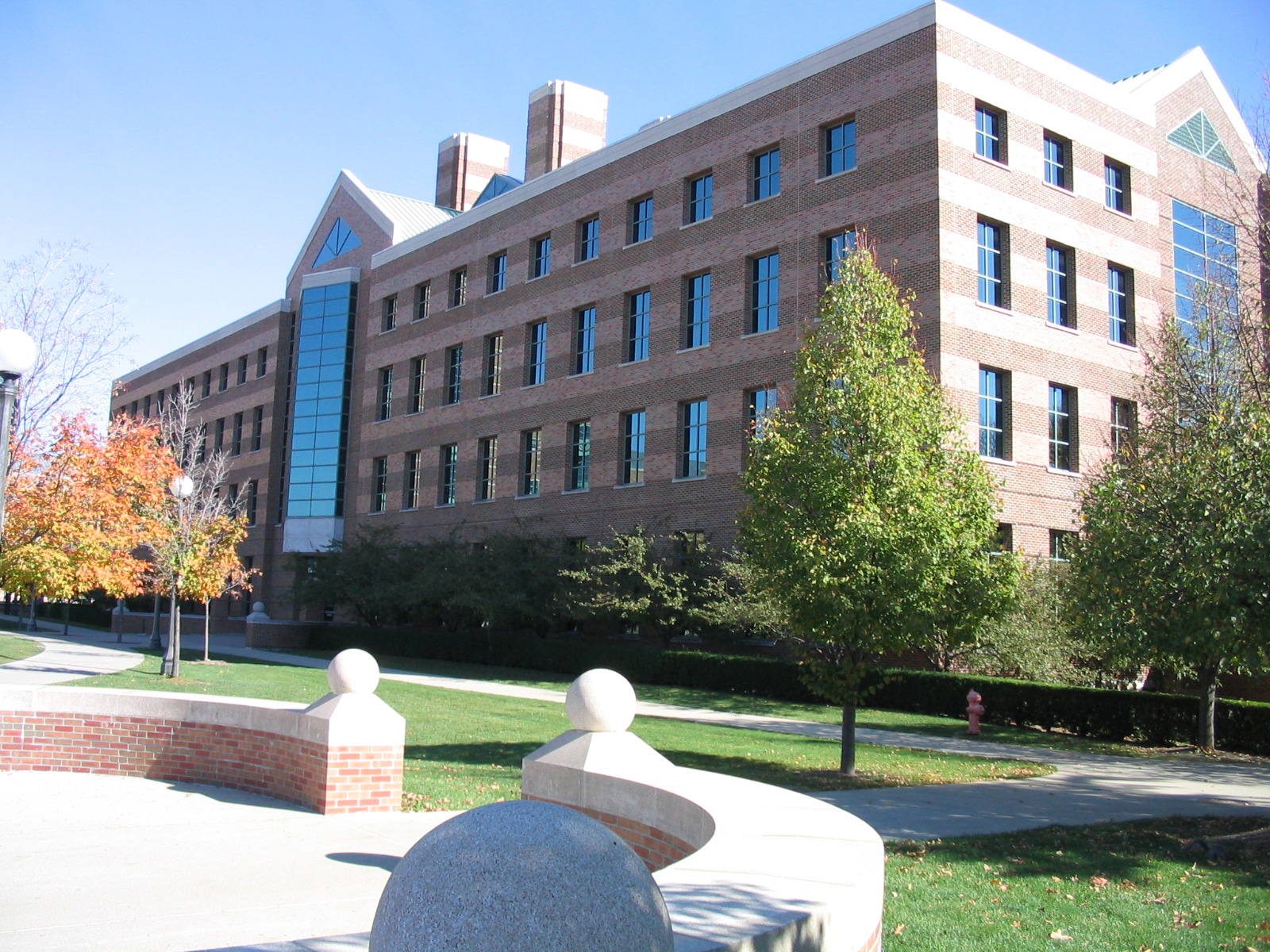
Universiteitsgebouw

De Universiteit van Illinois te Urbana Champaign (UIUC) is de grootste campus van de Universiteit van Illinois. De universiteit is in 1867 opgericht en de campus bevindt zich in de tweelingstad van Urbana en Champaign.
Dagelijks wordt de Daily Illini uitgegeven, de officieuze universiteitskrant.
Het National Center for Supercomputing Applications van de National Science Foundation is onderdeel van UIUC. Dit instituut was verantwoordelijk voor de ontwikkeling van Mosaic.
De universiteitsteams staan bekend als de (Illinois) Fighting Illini. De universiteit doet mee aan de NCAA-divisie en is een lid van de Big Ten Conference.
De universiteit draagt bij aan de Biodiversity Heritage Library door het digitaliseren en online beschikbaar stellen van tijdschriften uit Illinois met betrekking tot biodiversiteit.
Vanaf oktober 2018 zijn 30 Nobelprijswinnaars, 2 Turing Award-winnaars en 1 Fields-medaillewinnaar verbonden aan de universiteit als alumni, faculteitsleden of onderzoekers.
De gerenommeerde Belgische wiskundige Jean Bourgain was er van 1985 tot 2006 professor.
Willie Nelson, John Mellencamp en Neil Young organiseerden op 22 september 1985 op deze campus het eerste FarmAid-concert voor Amerikaanse boeren in financiële nood. Het concert werd door ruim tachtigduizend mensen bezocht.